# Khimera
Albums de Aria
Generator Zla Kreschenie Ogneom
Khimera (en russe : Химера signifiant « Chimère ») est le huitième album du groupe russe Aria sorti en 2001. Pour la première fois depuis S Kem Ty, M. Pushkina et A. Elin se partagent la rédaction des paroles. C'est aussi le dernier album avec Valery Kipelov, chanteur depuis les débuts du groupe, qui va former un autre groupe nommé Kipelov.

## Liste des chansons
| N° | Titre            | Translittération    | Traduction                | Parolier | Durée |
| -- | ---------------- | ------------------- | ------------------------- | -------- | ----- |
| 1  | Химера           | Khimera             | Chimère                   | Elin     | 4:39  |
| 2  | Небо Тебя Найдёт | Nebo Tebya Naydeot  | Le Ciel te Trouvera       | Elin     | 5:31  |
| 3  | Я Не Сошёл С Ума | Ya Ne Sosheol S Uma | Je ne Deviens Pas Fou     | Pushkina | 6:25  |
| 4  | Вампир           | Vampir              | Vampire                   | Elin     | 5:30  |
| 5  | Горящая Стрела   | Goryaschaya Strela  | Flèche en feu             | Pushkina | 4:10  |
| 6  | Штиль            | Shtil               | Calme                     | Pushkina | 5:35  |
| 7  | Путь В Никуда    | Put' V Nikuda       | Le Chemin vers Nulle Part | Pushkina | 5:28  |
| 8  | Ворон            | Voron               | Corbeau                   | Pushkina | 5:44  |
| 9  | Осколок Льда     | Oskolok L'da        | Fragment de glace         | Pushkina | 5:25  |
| 10 | Тебе Дадут Знак  | Tebe Dadut Znak     | On te donnera un signe    | Elin     | 8:53  |

## Membres du groupe en 2001
- Valery Kipelov - Chant
- Vladimir Kholstinin - Guitare
- Sergey Terentyev - Guitare
- Vitaly Dubinin - Basse
- Aleksandr Maniakin - Batterie